# Parc provincial James N. Allan
Le parc provincial James N. Allan (anglais : James N. Allan Provincial Park) est un parc provincial de l'Ontario située sur la rive du Lac Érié dans le comté de Haldimand. Il a été créé en 1989 et il a une superficie de 117 ha. Le parc est non exploité et administré par Parcs Ontario.